# Тунджатту Ежуттаччан
Тунджатту Рамануджан Ежуттаччан (малаял. തുഞ്ചത്തു രാമാനുജന്‍ എഴുത്തച്ഛന്‍) — малаяльський поет, перекладач, лінгвіст та релігійний реформатор XVI століття. Відомий як творець сучасної писемності мови малаялам. Об'єднав у своїй творчості два літературні різновиди ранньої класичної малаялам у єдину літературну мову.
Один із prachīna kavitrayam (старої тріади) малаяламської літератури, двома іншими були Кунчан Намбіар і Черуссері. Його називають «батьком сучасної малаяламської мови», «батьком сучасної малаяламської літератури» та «першим поетом малаяламської мови». Одним із піонерів великого зрушення в літературній культурі Керали. Його праці публікують і читають значно частіше, ніж роботи будь-кого з його сучасників чи попередників у Кералі.

## Життєпис
Народився в будинку під назвою Тунчатту в сучасному Тирурі в районі Малаппурам на півночі Керали в традиційній індуїстській родині. Про його життя достеменно відомо небагато. Його успіх навіть за його життя, схоже, був великим. Пізніше він і його послідовники переїхали в село поблизу Палаккада і заснували там скит («Рамананда ашрама») і село брахманів. Ймовірно, у цьому закладі навчалися як брахмани, так і студенти шудри. Зрештою, школа започаткувала в Кералі «ежуттачанський рух», пов'язаний із концепцією популярної Бгакті. Ідеї Ежуттачана вчені по-різному пов'язували або з філософом Раманандою, який заснував секту Рамананді, або з Рамануджою, єдиним найвпливовішим мислителем відданого індуїзму.